# IGoogle
iGoogle è stato un servizio fornito da Google che consisteva in una pagina iniziale personalizzabile per il proprio browser.
Il servizio è stato lanciato nel maggio 2005 con il nome Google Personalized Homepage, e il 30 aprile 2007 è diventato iGoogle. Nell'ottobre successivo è stato reso disponibile in 42 lingue e in 70 nazioni. Nel febbraio 2007 ha raggiunto circa 7 milioni di utenti.
Google ha interrotto questo servizio il 1º novembre 2013.

## Caratteristiche
Il servizio è stato realizzato con tecnologia AJAX, e supportava gadget, feed RSS e temi grafici.

## Servizio in corso
Google ha disattivato il servizio il 1º novembre 2013, motivando la decisione col fatto che, mentre al momento della sua presentazione nel 2005 la funzionalità che offriva era innovativa e utile, nel 2012, con l'evoluzione dei dispositivi cellulari e delle nuove piattaforme, la sua funzione è stata facilmente sostituita dalle tecnologie più diffuse.

## Alternative
Nel mercato sono presenti decine di servizi alternativi a iGoogle, che si differenziano per numerosi fattori: performance della pagina, pulizia della pagina e presenza di eventuali ads e banner pubblicitari, User Experience, facilità di aggiunta di preferiti, opzioni di ricerca interna e nel web, possibilità di importare/esportare preferiti da altri servizi, possibilità di aggiungere widgets e gadgets, possibilità di sincronizzazione su differenti dispositivi ed altri. Alcuni dei servizi alternativi a iGoogle più popolari sono (in ordine alfabetico): Awesome New Tabe Page, AllMyFaves, igHome, iGoogle Portal, My Yahoo!, My MSN, Netvibes,iGgadget.com, Protopage, Start.io, Startific, StartMe, Symbaloo, uStart.